# Magali Jauffretová
Magali Jauffretová (nepřechýleně Magali Jauffret; 1949 – 20. června 2025), byla francouzská novinářka a kritička specializující se na fotografii a současné umění v deníku L'Humanité.

## Životopis
Magali se narodila v roce 1949 jako jediná dcera Mireille a Jean-Marie Jauffretových, komunistických aktivistů v Cannes. Po mnoho let působila v deníku L'Humanité, kde se věnovala současnému umění, zejména pak autorské a humanistické fotografii. Byla považována za výraznou postavu kulturní žurnalistiky, která napomáhala objevování nových talentů a dokumentovala tvorbu známých fotografek a fotografů ve Francii i v zahraničí. Kromě své práce v deníku L’Humanité psala předmluvy k fotografickým publikacím, zejména pro vydavatelství Filigranes. Byla také členkou porot a partnerkou řady festivalů a fotografických institucí. Mezi umělci, o jejichž práci psala nebo je podporovala, byli například Raymond Depardon, Sabine Weissová, Sarah Moon, Dolorès Maratová nebo Émile Loreaux.
Každý rok pokrývala fotografické setkání v Arles s názvem Visa pour l’image, psala o velkých muzeích i malých galeriích, podílela se na nákupní komisi FNAC, která měla na starosti budování státní fotografické sbírky.
Magali Jauffretová zemřela 20. června 2025 v Paříži na rakovinu, se kterou bojovala 26 let.